# Tu ángel de la guarda
Tu ángel de la guarda es el segundo álbum de estudio de la cantante mexicana Gloria Trevi. Fue publicado el 17 de abril de 1991 por el sello BMG Ariola en México y RCA en Estados Unidos y el resto del mundo. Forma parte de la lista de "Los 100 discos que debes tener antes del fin del mundo", publicada en 2012 por la multinacional Sony Music y es de Los 10 discos más vendidos en la historia de México con más de 2.800.000 millones de copias en el país.
Tras el arrollador éxito de su primera producción discográfica ...¿Qué hago aquí? conquistando el primer lugar de ventas en México y ganando tres discos de oro, Gloria lanza al mercado su segunda carta musical Tu Ángel de la Guarda influenciado por el rock en español y aires del pop que estaba fomentando la artista en sus canciones, en forma de crítica a la sociedad machista, la corrupción política y la discriminación de sexo de la época.
El mítico álbum conquistó las listas de popularidad en su salida inmediata en más de diez países en toda Latinoamérica incluyendo México, a la par que su canción Pelo Suelto se volvió un éxito internacional en todo el continente y países de Europa. Con el paso del tiempo este disco se haría un lugar entre los mayores referentes de la cultura pop en español a nivel mundial, incluido por la prestigiosa revista Billboard en su lista de "Los 50 mejores álbumes en español de todos los tiempos" en la posición número 20.

## Información del álbum
El disco fue grabado en el estudio Milagro Sound Recorders en Glendale, California, durante los meses de septiembre, octubre y noviembre de 1990. Es la segunda producción de Sergio Andrade para Trevi en la cual incluye su mayor éxito de los 90: Pelo suelto, tema que se convirtió en un himno de la juventud mexicana de ese momento y con el que la prensa internacional bautizó (la chica del pelo suelto). 
Posteriormente al gran éxito de Pelo suelto, Trevi debutó en la gran pantalla con su primer largometraje en diciembre de 1991 dirigido por Pedro Galindo III. La cinta, nombrada en honor al tema, logró romper récords de taquilla en la historia nacional del cine mexicano compitiendo con producciones hollywoodenses. A consecuencia de esto, la cantante pudo darse a conocer en diversos países como España, Perú, Argentina, Colombia, Puerto Rico y Chile, en los cuales el álbum obtuvo certificación Disco de Oro y Disco de Platino .
Trevi continuó la promoción de su segundo LP con los sencillos Agárrate, Hoy me iré de casa y Tu ángel de la guarda. Algunos de sus temas y presentaciones de Tu ángel de la guarda fueron censurados en radio y televisión por el contenido temático que resultaba polémico para la sociedad conservadora mexicana de aquel entonces; la cantante interpretaba canciones con líricas rebeldes que incluían asuntos como la virginidad (Virgen de las Vírgenes), el machismo (¡Ya no!) y el suicidio (Tu ángel de la guarda).

## Promoción y Recepción
Para la promoción del disco Gloria se embarcó en su primera gira internacional de conciertos la cual recorrió múltiples países como: Argentina, Teatro Griego, Perú, Festival de la Cerveza, Puerto Rico, Colombia, España y varias ciudades de los Estados Unidos incluido en prestigioso Universal Amphiteatre de New York. Reportando llenos totales y una euforia total al ritmo de la Trevimanía Gloria conquistó cada resintió en el que se presentó con altos niveles de audiencia.
Los titulares internacionales hicieron suyos el nuevo lanzamiento musical de La Trevi y medios como The New York Times y The New Yorker la bautizaron como la Madonna Mexicana. Elogiando su irreverente estilo, forma de actuar y expresarse así como el éxito que la respaldaba tanto en la música como en el cine, recibiendo varios contratos de multinacionales como Hollywood y Broadway con los que firmó contratos millonarios para su promoción y grabación de novelas y obras en un futuro.
En Estados Unidos Tú Ángel de la Guarda debutó en la casilla número 4 del Latin Pop Albums de Billboard donde se mantuvo por más de 45 semanas y vendió poco más de 300.000 copias en sus primeros meses de lanzamiento consolidando el éxito de la cantante en América. En México cosechó un éxito sin igual postulándose como el lanzamiento más exitoso del año en el país, durante más de cuatro meses ocupó el primer lugar de ventas de discos según reportes de su entonces disquera Sony Music, con lo cual le otorgaron el Triple Disco de Platino por distribuir más de 1.000.000 de unidades en menos de un año. Mientras que en Latinoamérica estuvo en el tope de las listas de alrededor de diez países, donde los más destacados fueron Argentina, Colombia, Chile, Perú, Puerto Rico y también España en los cuales fue ganador del Disco de Oro. Tu Ángel de la Guarda ha sido el disco más vendido en la carrera de Gloria con ventas superiores a los 10 millones de copias en el mundo [cita requerida].

## Lista de canciones
Todas las canciones fueron escritas por Gloria Treviño, excepto donde se indica: 
| N.º | Título                           | Escritor(es)   | Duración |  |
| 1.  | «Pelo suelto»                    | Mary Morin     | 3:29     |  |
| 2.  | «Virgen de las vírgenes»         |                | 3:29     |  |
| 3.  | «Tu ángel de la guarda»          |                | 4:00     |  |
| 4.  | «¡Jei! (Escucha)»                |                | 2:36     |  |
| 5.  | «¡Ya No!»                        |                | 3:30     |  |
| 6.  | «Jack, el reprobador»            |                | 3:12     |  |
| 7.  | «Agárrate»                       |                | 3:01     |  |
| 8.  | «Hoy me iré de casa»             |                | 4:20     |  |
| 9.  | «La pasabas bien conmigo»        | Oscar Mancilla | 3:41     |  |
| 10. | «(Como si fuera) La primera vez» |                | 3:54     |  |
| 11. | «Amor apache»                    |                | 3:31     |  |
| 12. | «Siempre yo»                     |                | 3:31     |  |